# Uche Agbo
Uche Henry Agbo (Enugu, 4 dicembre 1995) è un calciatore nigeriano, centrocampista dell'Aqtöbe.

## Caratteristiche tecniche
È un mediano.

## Carriera

### Club
Nel 2013 è stato acquistato dall'Udinese, che lo ha girato in prestito al Granada.
Ha esordito nel professionismo il 23 febbraio 2015 in un match perso 2-0 contro il Levante.

### Nazionale
Ha partecipato ai Mondiali Under-20 del 2013.
Nel 2017 ha giocato una partita in nazionale maggiore.

## Statistiche

### Presenze e reti nei club
Statistiche aggiornate al 3 settembre 2021.
| Stagione              | Squadra               | Campionato            | Campionato | Campionato | Coppe nazionali | Coppe nazionali | Coppe nazionali | Coppe continentali | Coppe continentali | Coppe continentali | Altre coppe | Altre coppe | Altre coppe | Totale | Totale | Totale |
| Stagione              | Squadra               | Comp                  | Pres       | Reti       | Comp            | Pres            | Reti            | Comp               | Pres               | Reti               | Comp        | Pres        | Reti        | Pres   | Reti   |        |
| --------------------- | --------------------- | --------------------- | ---------- | ---------- | --------------- | --------------- | --------------- | ------------------ | ------------------ | ------------------ | ----------- | ----------- | ----------- | ------ | ------ | ------ |
| 2014-2015             | Granada               | PD                    | 1          | 0          | CR              | 0               | 0               | -                  | -                  | -                  | -           | -           | -           | 1      | 0      |        |
| 2015-2016             | Granada               | PD                    | 6          | 0          | CR              | 4               | 0               | -                  | -                  | -                  | -           | -           | -           | 10     | 0      |        |
| 2016-2017             | Granada               | PD                    | 31         | 0          | CR              | 1               | 0               | -                  | -                  | -                  | -           | -           | -           | 32     | 0      |        |
| Totale Granada        | Totale Granada        | Totale Granada        | 38         | 0          |                 | 5               | 0               |                    | -                  | -                  |             | -           | -           | 43     | 0      |        |
| 2017-2018             | Standard Liegi        | D1                    | 27+8       | 1+0        | CB              | 5               | 0               | -                  | -                  | -                  | -           | -           | -           | 40     | 1      |        |
| 2018-2019             | Standard Liegi        | D1                    | 10         | 0          | CB              | 1               | 0               | UCL+UEL            | 2+4                | 0                  | SB          | 1           | 0           | 18     | 0      |        |
| Totale Standard Liegi | Totale Standard Liegi | Totale Standard Liegi | 37+8       | 1+0        |                 | 6               | 0               |                    | 2+4                | 0                  |             | 1           | 0           | 58     | 1      |        |
| gen.-giu. 2019        | Rayo Vallecano        | PD                    | 6          | 0          | CR              | 0               | 0               | -                  | -                  | -                  | -           | -           | -           | 6      | 0      |        |
| 2019-2020             | Braga                 | PL                    | 1          | 0          | CP+CdL          | 1+2             | 0               | UEL                | 2                  | 0                  | -           | -           | -           | 4      | 0      |        |
| gen.-giu. 2020        | Deportivo             | SD                    | 9          | 0          | CR              | 0               | 0               | -                  | -                  | -                  | -           | -           | -           | 9      | 0      |        |
| 2020-2021             | Deportivo             | SDB                   | 15+3       | 0          | CR              | 1               | 0               | -                  | -                  | -                  | -           | -           | -           |        |        |        |
| 2021-2022             | Slovan Bratislava     | SL                    | 20         | 0          |                 |                 |                 |                    |                    |                    |             |             |             | 20     | 0      |        |
| Totale carriera       | Totale carriera       | Totale carriera       | 126+11     | 1+0        |                 | 13+2            | 0               |                    | 2+6                | 0                  |             | 1           | 0           | 140    | 1      |        |

## Palmarès

### Club

#### Competizioni nazionali
- Coppa del Belgio: 1

Standard Liegi: 2017-2018
- Campionato slovacco: 2

Slovan Bratislava: 2021-2022, 2022-2023
- Coppa del Kazakistan: 1

Aqtobe: 2024